# 5194 Böttger
5194 Böttger là một tiểu hành tinh vành đai chính với chu kỳ quỹ đạo là 1627.1504149 ngày (4.45 năm).
Nó được phát hiện ngày 24 tháng 9 năm 1960.